# علی‌اکبر پوراستاد

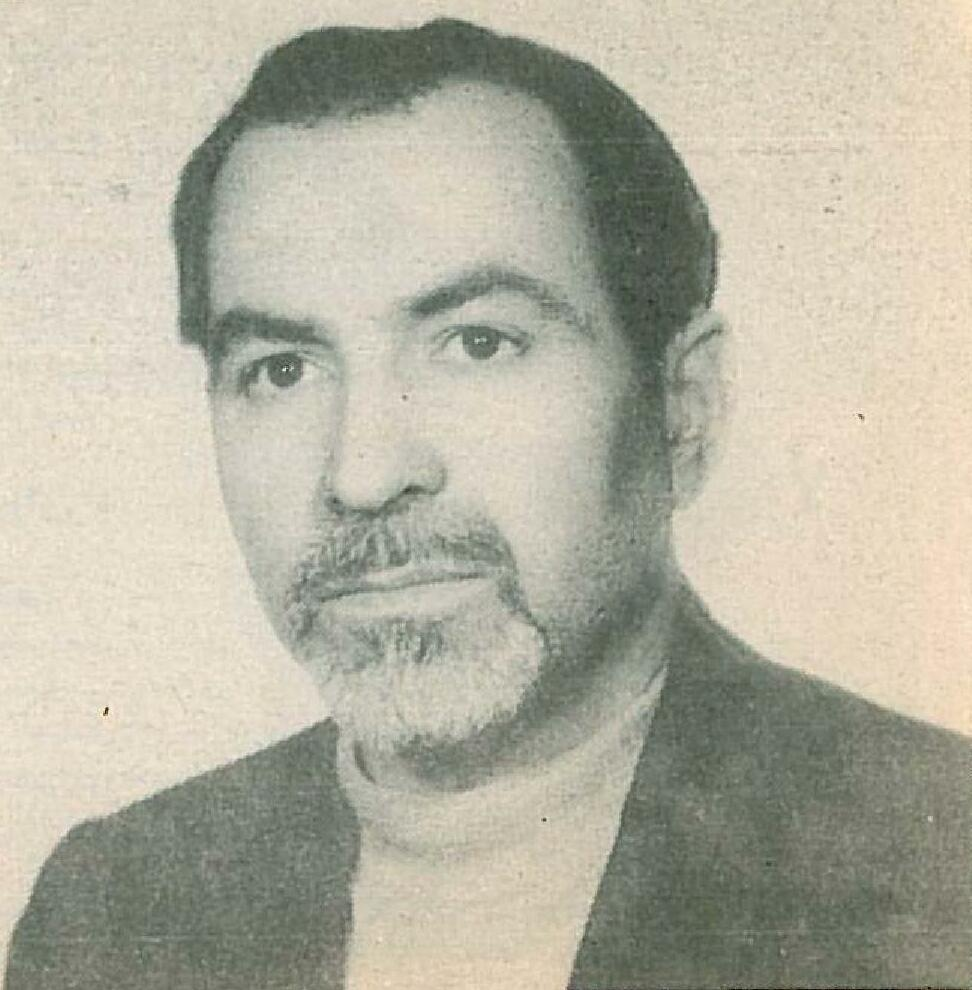
تبلیغات نامزدهای حزب جمهوری اسلامی در تهران برای اولین انتخابات مجلس پس از انقلاب

علی‌اکبر پوراستاد فرزند غلام‌علی متولد ۱۳۰۸ تهران نماینده دوره اول مجلس شورای اسلامی حوزه انتخابیه تهران (تهران) بود که در انتخابات میاندوره ای سال ۱۳۶۱ به مجلس راه یافت.
تعداد آراء: ۲٬۵۸۳٬۲۵۲ درصد آراء: ۵۴٫۰۰
شغل اصلی اش آهن فروشی بود و پس از انقلاب رئیس اتحادیه فروشندگان آهن آلات شد که انحصار توزیع آهن را در کشور در دست داشت. به نوشته روزنامه اطلاعات در شماره بیست و هفتم بهمن ۱۳۶۱ وی موارد متعدد تخلف در توزیع آهن داشته و به حکم دادگاه اصناف به بیست و هفت روز حبس محکوم شده بوده اما مشمول عفو قرار گرفته بوده‌است. اکبر پوراستاد در هنگام جنگ ایران و عراق به دستور خمینی مأمور به وارد کردن اسلحه به ایران شد.
او در جوانی عضو فدائیان اسلام بود اما پس از بازداشت در نهم خرداد ۱۳۳۲ از این گروه اعلام جدایی کرد و آزاد شد. بعدها چندین بار ساواک او را دستگیر کرد و در هنگام حمل اسلحه برای انقلابیون همراه با اندرزگو بود ولی به دلیل لو رفتن عملیات اندرزگو کشته و علی اکبر پوراستاد بازداشت شد.
او یکی از دوستان صمیمی خمینی و خامنه‌ای بود.
اکبر پوراستاد در انتخابات میاندوره ای سال ۱۳۶۱ به عنوان نماینده تهران به مجلس راه یافت اما سید کاظم اکرمی نماینده بهار و کبودراهنگ (وزیر آموزش و پرورش بعدی) به اعتبارنامه او اعتراض کرد. در جلسه رسیدگی به اعتبارنامه اکبرپور استاد که در بیست و پنجم فروردین ۱۳۶۲ برگزار شد، سید کاظم اکرمی گفت که او ۱۹۳ مورد تخلف در زمینه توزیع آهن در کشور داشته‌است. در این جلسه مهدی کروبی در دفاع از اکبر پوراستاد صحبت کرد و سرانجام اعتبارنامه او با ۱۱۹ رای موافق در برابر ۳۴ رای مخالف و ۲۴ رای ممتنع تصویب شد.